# Pallacanestro agli Island Games 2003 - Torneo femminile
Il torneo di pallacanestro femminile agli Island Games 2003, si è svolto dal 29 giugno al 4 luglio 2003 a Guernsey, ed ha visto l'affermazione di Guernsey.

## Svolgimento

### Classifica
| Team         | Pts. | V - P | Pf - Ps   |
| ------------ | ---- | ----- | --------- |
| Guernsey     | 8    | 4 - 1 | 291 - 213 |
| Gibilterra   | 8    | 4 - 1 | 263 - 213 |
| Isole Cayman | 6    | 3 - 2 | 325 - 189 |
| Rodi         | 6    | 3 - 2 | 289 - 209 |
| Isola di Man | 2    | 1 - 4 | 168 - 318 |
| Anglesey     | 0    | 0 - 5 | 102 - 296 |

| Guernsey 29 giugno 2003 | Gibilterra | 68 – 36 | Isola di Man |  |

| Guernsey 29 giugno 2003 | Isole Cayman | 89 – 16 | Anglesey |  |

| Guernsey 29 giugno 2003 | Guernsey | 58 – 54 | Rodi |  |

| Guernsey 30 giugno 2003 | Rodi | 62 – 57 | Isole Cayman |  |

| Guernsey 30 giugno 2003 | Anglesey | 21 – 55 | Gibilterra |  |

| Guernsey 30 giugno 2003 | Isola di Man | 32 – 69 | Guernsey |  |

| Guernsey 1 luglio 2003 | Isole Cayman | 82 – 27 | Isola di Man |  |

| Guernsey 1 luglio 2003 | Rodi | 61 – 14 | Anglesey |  |

| Guernsey 1 luglio 2003 | Gibilterra | 62 – 60 | Guernsey |  |

| Guernsey 2 luglio 2003 | Guernsey | 58 – 49 | Isole Cayman |  |

| Guernsey 2 luglio 2003 | Rodi | 48 – 52 | Gibilterra |  |

| Guernsey 2 luglio 2003 | Isola di Man | 45 – 35 | Anglesey |  |

| Guernsey 3 luglio 2003 | Gibilterra | 26 – 48 | Isole Cayman |  |

| Guernsey 3 luglio 2003 | Anglesey | 16 – 46 | Guernsey |  |

| Guernsey 3 luglio 2003 | Isola di Man | 28 – 64 | Rodi |  |

### Finali
5º - 6º posto
| Guernsey 4 luglio 2003 | Isola di Man | 50 – 33 | Anglesey |  |

3º - 4º posto
| Guernsey 4 luglio 2003 | Isole Cayman | 56 – 52 | Rodi |  |

1º - 2º posto
| Guernsey 4 luglio 2003 | Guernsey | 53 – 46 | Gibilterra |  |

## Classifica
| Oro     | Guernsey     |
| Argento | Gibilterra   |
| Bronzo  | Isole Cayman |
| 4.      | Rodi         |
| 5.      | Isola di Man |
| 6.      | Anglesey     |

## Fonti
- IslandGames.net: 2003 basketball results (PDF), su islandgames.net. URL consultato il 2 maggio 2018 (archiviato dall'url originale il 12 aprile 2007).